# Erythropitta gazellae
Erythropitta gazellae — вид горобцеподібних птахів родини пітових (Pittidae). Раніше вважався підвидом Erythropitta novaehibernicae.

## Поширення
Ендемік острова Нова Британія (архіпелаг Бісмарка, Папуа Нова Гвінея). Природним середовищем існування є субтропічні або тропічні вологі низинні ліси.